# Abdiasz (prorok)
Abdiasz (hebr.) עֹבַדיָה 'Abhadjah' (znaczy Sługa Jahwe), (łac.) Abdias (V wiek p.n.e. ?) – jeden z dwunastu biblijnych tzw. proroków mniejszych Spisał księgę biblijną nazwaną od jego imienia Księgą Abdiasza – najkrótszą księgę Starego Testamentu, liczącą zaledwie 21 wersetów. Pochodził prawdopodobnie z Judy.

## Wiadomości o Abdiaszu
O Abdiaszu nie ma prawie żadnych wiadomości, jego krótka księga nie zawiera żadnych danych o autorze, poza pierwszym wersem, głoszącym, że jest ona „widzeniem Abdiasza". Jako że w księdze nie ma wzmianek o zburzeniu świątyni, a istnieje aluzja do zjednoczenia Izraela i Judy, przypuszcza się, że nie chodzi w niej o zburzenie Jerozolimy przez Nabuchodonozora (587/586 p.n.e.), ale o spustoszenie Jerozolimy w czasach Jorama (849–841 p.n.e.) – według tego przypuszczenia księga powstała więc w IX w. p.n.e. Inny pogląd wiąże natomiast powstanie księgi właśnie ze zburzeniem Jerozolimy przez Nabuchodonozora i kładzie działalność Abdiasza na VI w. p.n.e. Ze względu na podobieństwo z księgą proroka Jeremiasza, jest też możliwe, że obaj prorocy czerpali z jednego źródła.

## Księga Abdiasza

### Treść księgi
Księga Abdiasza jest niemal dosłownym powtórzeniem fragmentu Księgi Jeremiasza (Jr 49, 7-22). Prorok występuje w niej przeciwko Edomitom. Przepowiedział zniszczenie Edomu za odmowę pomocy ludowi Bożemu w potrzebie. Po zniszczeniu Jerozolimy zadowoleni z tego Edomici zaczęli najeżdżać Judę. Prawdopodobnie to właśnie spowodowało wystąpienia Abdiasza przeciwko nim.

### Znaczenie teologiczne
Abdiasz zapowiada przyszły triumf Izraela. Sensem teologicznym księgi jest podkreślenie jedyności Boga, tego, że rządzi on narodami, i tego, że w „dniu Jahwe" dokona ostatecznego rozrachunku z wrogami. Abdiasz podkreśla sprawiedliwość Boga i uprzywilejowanie Izraela jako tego, który niesie ze sobą tradycję mesjańską.

## Abdiasz w tradycji rabinicznej
Według Talmudu Abdiasz był konwertytą żydowskim pochodzącym z Edomu potomkiem Elifaza, przyjaciela Hioba. Tradycja rabinacka mówi, że Abdiasz został wybrany by prorokować przeciw Edomowi dlatego, że sam był Edomitą. Identyfikuje go z Obadiaszem, zarządcą pałacu króla Achaba. Co więcej, jako że żył z dwiema tak bezbożnymi osobami jak Achab i Izebel, a nie przejął ich bezbożnych obyczajów, wydawał się najbardziej odpowiednią osobą do prorokowania przeciw potomkom Ezawa, który żyjąc z dwiema osobami tak pobożnymi jak Izaak i Rebeka, nie przejął ich pobożności.
W tradycji tej uważa się, że Abdiasz otrzymał dar prorokowania jako nagrodę za ukrycie stu dwudziestu ośmiu przed prześladowaniami ze strony Jezebel. Ukrył ich w dwóch jaskiniach dlatego, by gdyby odkryto tych znajdujących się w pierwszej, mogli jeszcze ocaleć ukrywający się w drugiej (1 Księga Królewska 18:3, 4).
Abdiasz był bardzo bogaty, ale całe to bogactwo wydał na utrzymanie ubogich proroków. By móc dalej ich utrzymywać, musiał pożyczyć pieniądze od syna Achaba, Jehorama (midrasz Exodus Rabbah XXXI 3). Trwoga Boża Abadiasza była o jeden poziom wyższa niż trwoga Boża Abrahama – a jeśli dom Achaba byłby zdolny uzyskać błogosławieństwo Boże, stałoby się to za jego sprawą (Sanhedrin I.c.)

## Abdiasz w tradycji chrześcijańskiej
Abdiasz jest czczony przez prawosławie i wiele Kościołów wschodnich. W Kościele koptyjskim jego święto przypada 10 stycznia, w prawosławiu 19 listopada, w kalendarzu ormiańskim jest czczony 31 lipca, kiedy przypada święto wszystkich proroków mniejszych. W katolickim Martyrologium Romanum jego wspomnienie wyznaczono na 19 listopada.
Według tradycji chrześcijańskiej grób proroka znajdował się w Samarii.